# Saponé (Burkina Faso)
Pour les articles homonymes, voir Saponé.
Pour le département et la commune rurale, voir Saponé (département).
Saponé est un village du  département et la commune rurale de Saponé, situé dans la province du Bazèga et dans la région du Centre-Sud au Burkina Faso.

## Géographie
Situé à 30 km au sud de la capitale Ouagadougou, le village de Saponé institué en 2009, à la suite de la réforme de la départementalisation, regroupe l'administration des trente-quatre villages du département et la commune de Saponé.

## Administration

### Jumelage
- Brest (France)

## Économie
La principale activité économique à Saponé est l’agriculture. En effet, 80 % de la population active en dépend. Saponé vit au rythme des récoltes, principalement de mil, de sorgho, de maïs et d'arachide. En ce qui concerne l'élevage, deuxième activité économique de Saponé, il concerne majoritairement les bovins, mais on y retrouve aussi des chèvres, des cochons et des pintades.
En plus de l'agriculture et de l'élevage, les secteurs artisanal et touristique participent à l'économie locale bien que les attraits des sites de la commune restent très peu connus et non valorisés. En revanche, la confection du chapeau traditionnel demeure l’une des principales activités en matière d’artisanat. Cette activité est surtout développée dans neuf villages de la commune : Ouidi-Wafé, Koagma, Sambin, Watinga, Timanemboin, Koumsaga, Bonogo et Banébanto.

## Santé et éducation
Saponé accueille le centre médical avec antenne chirurgicale du département ainsi que deux centres de santé et de promotion sociale (CSPS).

## Culture
Saponé est majoritairement peuple par l'ethnie mossi notamment les nyonyonsé les autochtones. 